# Colonia Progreso, Oaxaca
Colonia Progreso är en ort i Mexiko.   Den ligger i kommunen El Barrio de la Soledad och delstaten Oaxaca, i den sydöstra delen av landet, 500 km sydost om huvudstaden Mexico City. Colonia Progreso ligger 257 meter över havet och antalet invånare är 2 703.
Terrängen runt Colonia Progreso är kuperad åt sydväst, men åt nordost är den platt. Terrängen runt Colonia Progreso sluttar österut. Runt Colonia Progreso är det ganska tätbefolkat, med 86 invånare per kvadratkilometer. Närmaste större samhälle är Matías Romero, 9,7 km norr om Colonia Progreso. Omgivningarna runt Colonia Progreso är en mosaik av jordbruksmark och naturlig växtlighet.